# Фырат, Мехмет Шериф
Мехмет Шериф Фырат (тур. Mehmet Şerif Fırat; 1894/1899 — 1949) — турецкий писатель курдского происхождения, псевдоисторик-ревизионист, известный своей книгой «История Варто и восточных провинций», в которой он отрицал существование курдов и утверждал, что они турецкого происхождения. Книга была переиздана в 1961 году и содержала предисловие президента Турции Джемаля Гюрселя.

## Биография
Он родился в деревне Касман в Варто в Османской империи. Точная дата его рождения неизвестна, но предполагается, что он родился в 1890-х годах, возможно, в 1899 году. Он учился в средней школе в Варто, но не стал учиться в университете.
Он был из племени курдских алевитов, которое сражалось на стороне турецкой армии против курдских повстанцев во время восстания шейха Саида. Он защищал точку зрения, согласно которой алевиты предпочитали кемалистскую политику суннитским исламистским идеям повстанцев. После поражения восстания он был сослан правительством на запад Турции, как и родственники шейха Саида и Халит-бека Кирбрана, военачальников восстания. Ему разрешили вернуться после двух лет ссылки. В 1945 году он опубликовал свою книгу «История Варто и восточных провинций». В политическом плане он был сторонником Исмета Иненю из Народно-республиканской партии (НРП), а после землетрясения, произошедшего в Варто в 1946 году, он опубликовал в газете письмо против Махмуда Джелала Баяра (из Демократической партии), который посетил этот регион, гораздо более оцененный публикой, чем Иненю.

### Книга «История Варто и восточных провинций»
В книге он утверждал, что парфяне были турецкого происхождения и что турки иммигрировали в Анатолию в третьем тысячелетии до нашей эры. Он называет курдов горными турками и утверждает, что курдские языки зазаки и курманджи существуют только благодаря тому, что армянский царь Тигран Великий покорил своих турецких подданных и заставил их забыть о своей турецкой идентичности. Зазаки также не были курдами, но язык зазаков составлял 70 % тюркских слов. Затем он пришел к выводу, что курдские алевиты родом из Хорасана и находились под влиянием тюркского мистика Ахемда Ясави в 12 веке. Поэтому он утверждал, что когда тюркские сельджуки победили византийцев в битве при Манцикерте в 1071 году, сельджуки не вторглись на чужую территорию, а освободили ранее тюркские земли.

#### Критика
При президенте Турции Джемале Гюрселе книга Фырата приобрела известность в 1961 году, когда Гюрсель написал предисловие к ее переизданию, в котором он утверждал, что Фырат доказал с помощью научных доказательств, что курды на самом деле имеют турецкое происхождение, и счел выводы иностранных ученых о существовании курдов как выдумку врагов. Эта книга распространялась среди преподавателей и студентов университетов бесплатно.
В 2002 году эта книга была выдвинута в качестве аргумента в судебном процессе против курдских студентов университетов, которые хотели выучить курдский язык, на основании заявления Фырата о том, что турецкий и курдский языки — это один и тот же язык. В «Кембриджской истории курдов 2021 года» его упущения в отношении курдского восстания Кочгири в 1921 году и резни десятков его соплеменников во время восстания в Дерсиме рассматривается как заслуживающее внимания

## Смерть
Фырат был убит своим дядей Хало недалеко от села Касман 1 июля 1949 года. Фырат похоронен на кладбище Варто. Хало попытался бежать со своей семьей в провинцию Бингёль, но был схвачен и заключен в тюрьму в Битлисе. В 1980-х годах правительство Кенана Эврена построило саркофаг для Мехмета Шерифа Фырата.

## Личная жизнь
Его дядя Хало был известен как бандит, и после восстания шейха Саида он жил в горах, избегая изгнания. Он был помилован в 1929 году. Его племянник Селим, выступавший против взглядов своего дяди в отношении курдов, проживает в Берлине, Германия, выучил курдский язык и является сторонником Рабочей партии Курдистана (РПК). По состоянию на 2010 год дочь и внучка Фырата все еще жили в деревне Касман Варто.